# Koptiaki
Koptiaki – wioska i las w pobliżu Jekaterynburga, gdzie znaleziono domniemane szczątki ostatnich Romanowów.

## Literatura
- Shaw McNeal, Ocalić cara Mikołaja II, Świat Książki, Warszawa 2004.